# هشداردهنده (فیلم)
هشداردهنده (به انگلیسی: The Alarmist) که با نام زندگی در زمان جنگ (به انگلیسی: Life During Wartime) نیز شناخته می‌شود، فیلمی محصول سال ۱۹۹۷ و به کارگردانی ایوان دونسکی است. در این فیلم بازیگرانی همچون دیوید آرکت، استنلی توچی، ماری مک‌کورمک، کیت کپشا، رایان رینولدز، تریشا وسی، مایکل لرنید، لوئیس آرکت، کلیا دووال و مت مالوی ایفای نقش کرده‌اند.